# Italo Bellini
Italo Bellini (Castelraimondo, 20 luglio 1915 – Roma, 1º gennaio 1993) è stato un tiratore a volo italiano.

## Biografia
Nato nel 1915 a Castelraimondo, in provincia di Macerata, nel 1950 vinse 2 medaglie ai Mondiali di Madrid: un argento nella fossa olimpica individuale con 293 punti, dietro solo all'altro italiano Carlo Sala, e un oro nella fossa olimpica a squadre insieme a Giacomo Prati, Giulio Prati e Carlo Sala.
A 36 anni partecipò ai Giochi olimpici di Helsinki 1952, nella fossa olimpica, chiudendo 8º con 186 punti. Nello stesso anno ottenne il bronzo nella fossa olimpica a squadre ai Mondiali di Oslo, insieme ad Albino Crocco, Adolfo Manfredi e Galliano Rossini con 743 punti, dietro a Svezia ed Egitto.
Morì nel 1993. A Castelraimondo, gli è stato intitolato il circolo sportivo cittadino, nel quale si praticano tennis, volley, beach volley, basket, calcio a 5 e bocce.

## Palmarès

### Campionati mondiali
- 3 medaglie:
  - 1 oro (Fossa olimpica a squadre a Madrid 1950)
  - 1 argento (Fossa olimpica individuale a Madrid 1950)
  - 1 bronzo (Fossa olimpica a squadre a Oslo 1952)